# Alex Danson

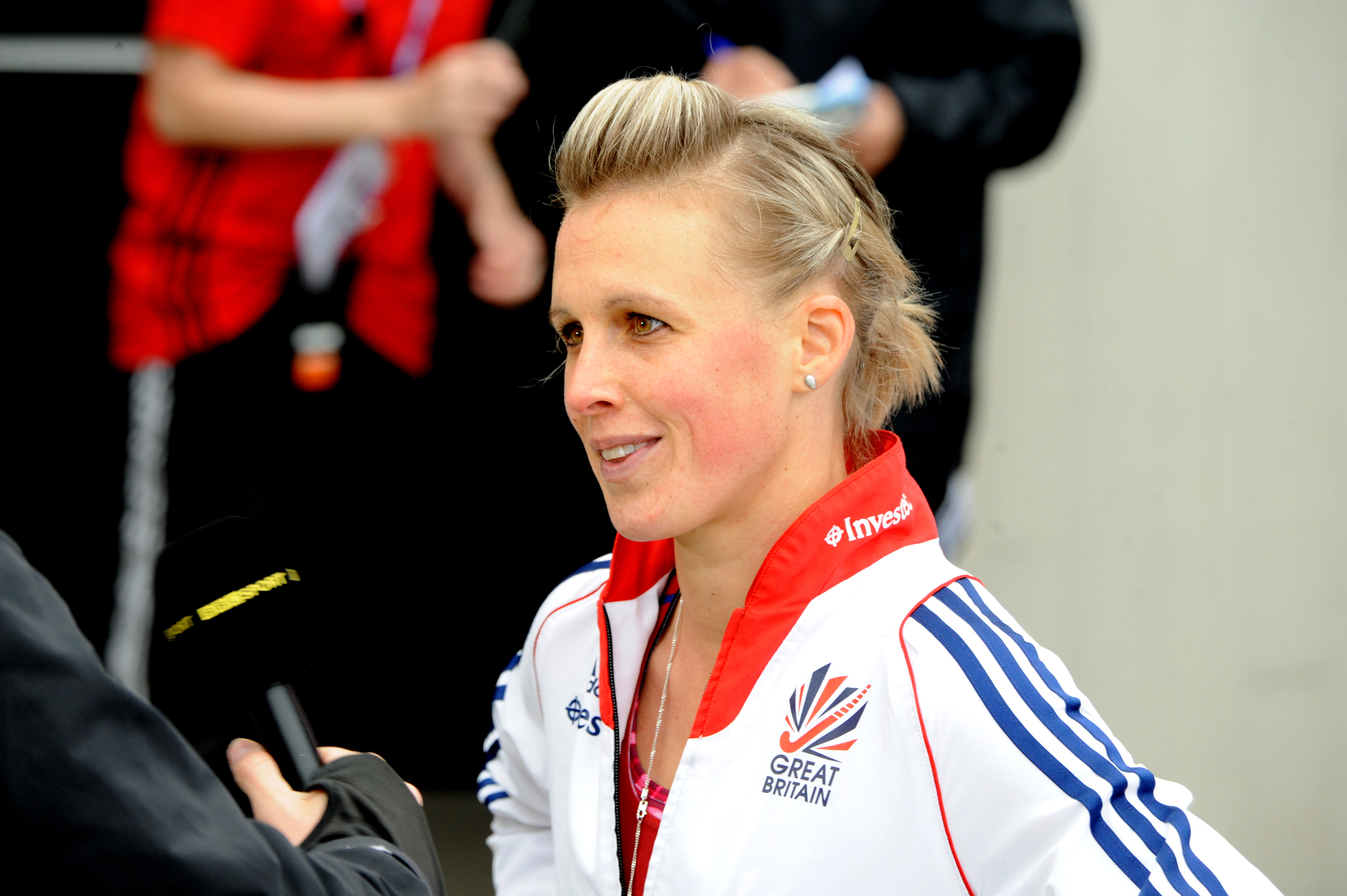
Alex Danson (2016)

Alexandra „Alex“ Mary L. Danson, MBE (* 21. Mai 1985 in Southampton) ist eine ehemalige britische Hockeyspielerin. Sie war Olympiasiegerin 2016 und Olympiadritte 2012.

## Leben
Die 1,67 m große Alex Danson debütierte 2001 in der englischen Nationalmannschaft. Bei der Weltmeisterschaft in Perth belegte sie mit der englischen Mannschaft den fünften Platz. Ihre erste Medaille bei einer internationalen Meisterschaft war die Bronzemedaille bei der Europameisterschaft 2005 in Dublin. Im März 2006 spielte sie bei den Commonwealth Games in Melbourne. Die englische Mannschaft unterlag im Halbfinale den australischen Damen und gewann im Spiel um Bronze gegen die Neuseeländerinnen. Im Herbst 2006 fand in Madrid die Weltmeisterschaft 2006 statt. Dort belegten die Engländerinnen den siebten Platz. Im Jahr darauf gewannen die Engländerinnen die Bronzemedaille bei der Europameisterschaft in Manchester. 2008 nahm Alex Danson mit der britischen Nationalmannschaft an den Olympischen Spielen in Peking teil. Nach einem dritten Platz in der Vorrunde unterlagen die Britinnen im Spiel um den fünften Platz den Australierinnen mit 0:3.
2009 gewannen die Engländerinnen die Bronzemedaille bei der Europameisterschaft in Amstelveen. Im September 2010 wurde in Rosario die Weltmeisterschaft 2010 ausgetragen. Nach einem zweiten Platz in der Vorrunde hinter den Argentinierinnen unterlagen die Engländerinnen im Halbfinale den Niederländerinnen im Siebenmeterschießen. Das Spiel um Bronze gewannen die Engländerinnen mit 2:0 gegen die deutsche Mannschaft. Drei Wochen nach der Weltmeisterschaft begannen in Delhi die Commonwealth Games. Dort gewannen die Engländerinnen Bronze. Im Jahr darauf erkämpften die Engländerinnen auch bei der Europameisterschaft in Mönchengladbach die Bronzemedaille. 2012 war London der Austragungsort der Olympischen Spiele. Die britische Mannschaft belegte in der Vorrunde den zweiten Platz hinter den Niederländerinnen. Im Halbfinale unterlagen die Britinnen den Argentinierinnen mit 1:2. Das Spiel um Bronze gegen die Mannschaft Neuseelands gewannen die Britinnen mit 3:1. Alex Danson und ihre Mannschaftskollegin Crista Cullen waren mit jeweils fünf Treffern die erfolgreichsten Torschützinnen des Turniers.
Nach vier Bronzemedaillen in Folge erreichten die Engländerinnen bei der Europameisterschaft 2013 in Boom das Finale. Das Spiel endete 4:4, im Penaltyschießen gewannen die Deutschen. Im Frühjahr 2014 fand in Den Haag die Weltmeisterschaft 2014 statt, bei der die Engländerinnen den elften Platz belegten. Bei den Commonwealth Games 2014 in Glasgow unterlagen die Engländerinnen im Finale der australischen Mannschaft. 2015 war London Austragungsort der Europameisterschaft. Die Engländerinnen gewannen ihre Vorrundengruppe vor den Deutschen und bezwangen im Halbfinale die spanische Mannschaft. Das Finale wurde im Shootout entschieden und die Engländerinnen gewannen gegen die Niederländerinnen.
Nach der Europameisterschaft 2015 trat Danson bis zu den Olympischen Spielen 2016 in Rio de Janeiro nur in der britischen Mannschaft an. Beim Turnier in Rio de Janeiro gewannen die Niederländerinnen und die Britinnen jeweils ihre Vorrundengruppe. Die Britinnen erreichten das Finale mit Siegen über Spanien und Neuseeland. Die Entscheidung im Finale gegen die Niederländerinnen fiel im Shootout, die Britinnen gewannen die Goldmedaille. Alex Danson war mit fünf Toren zusammen mit Katie Bam aus den Vereinigten Staaten und der Niederländerin Maartje Paumen erfolgreichste Torschützin des Turniers.
Bei der Europameisterschaft 2017 in Amstelveen gewannen die Engländerinnen Bronze vor den Deutschen. Im Frühjahr 2018 siegten die Engländerinnen bei den Commonwealth Games an der australischen Gold Coast im Spiel um Bronze gegen die indische Mannschaft. Drei Monate später bei der Weltmeisterschaft in London unterlagen die Engländerinnen im Viertelfinale den Niederländerinnen. In der Gesamtwertung erreichten sie den sechsten Platz. Nach 203 Länderspielen für England und 103 Länderspielen für die britische Mannschaft beendete Alex Danson nach der Weltmeisterschaft 2018 ihre internationale Karriere.